# 小林優美 (ファッションモデル)
小林 優美（こばやし ゆみ、1988年11月26日 - ）は、東京都出身のファッションモデル・グラビアモデル・女優。

## 略歴
2002年から2005年までの3年間、ローティーン向けファッション雑誌『ラブベリー』（徳間書店）の専属モデル、ラブベリーナとして活動。当初の所属芸能事務所は、ボックスコーポレーション。
2006年、フェイスネットワークに移籍した。
2007年、神コレモデルオーディションにて、決勝まで残るも賞は獲得できなかった。ミスマガジン2007でも、セミファイナリストまで残るもファイナリストには残れなかった。しかし、残れなかったメンバーの中からGyaO賞に選出。この受賞をきっかけに、2007年7月31日から、芸名を宇野 優美（うの ゆみ）に改めた。なお、苗字の宇野は、Gyaoを運営するUSENで当時社長を務めていた宇野康秀にちなんでいる。
2008年4月1日、フェイスネットワークより芸能部が「プラチカ」に分社化するに伴い、プラチカに移籍。同時に、芸名を本名の小林優美に戻した。また、2年連続で神コレモデルオーディションにて、決勝まで残るもまたもや賞は獲得できず、雑誌『PINKY』のプリンセスPINKYオーディションでも最終候補者まで残るが、賞は獲得できなかった。また、工藤菜緒（現・茨木菜緒）と共にANIMAXイメージガールに選ばれる。同年9月6日から、CS放送のANIMEMAXでの『銀河鉄道999』のCMで、『銀河鉄道999』のキャラクターメーテルのコスプレをしながら「あなたの好きなメーテルは?」のCM出演をしていた。
2009年度のアサヒビールイメージガールを務めた。
2010年4月1日、バーニングプロダクションに移籍。同年夏からファッション誌『Ray』の専属モデルを務めるほか、ファッションイベントの東京ガールズコレクションやGirls Awardにショーモデルとして出演している。
2011年1月12日、『美咲ナンバーワン!!』（日本テレビ）のまりえ役で、テレビの連続ドラマに初めてレギュラーで出演。この作品を皮切りに、2011年4 - 6月には『シマシマ』（TBS）、2012年には『都市伝説の女』（テレビ朝日）『GTO』（関西テレビ）に登場している。

## 出演

### DVD
1. Angel Kiss 〜天使の微笑み〜（トリコ、2006年12月22日）
2. 優美十色（GPミュージアムソフト、2007年6月25日）
3. Angel Kiss 〜天使の再会〜（トリコ、2008年7月20日）

### デジタル写真集
- Angel Kiss～天使の癒し～小林優美（トリコ）

### WEB
- ANIMEMAX 2008年イメージガール
- 2009年 アサヒビールイメージガール 小林優美
- ファッションウォーカー

### 映画
- 俺は、君のためにこそ死ににいく（東映、2007年）[8]
- BRAVE HEARTS 海猿（東宝、2012年） - 中田真沙役

### テレビ
- グラビアの美少女（MONDO21）
- 美咲ナンバーワン!!（日本テレビ、2011年1月 - 3月） - キャバ嬢まりえ役
- プロポーズ兄弟〜生まれ順別 男が結婚する方法〜 第3夜「末っ子が結婚する方法」（フジテレビ、2011年2月23日） - アキ役
- シマシマ（TBS、2011年4月 - 6月） - 富士撫子役
- 都市伝説の女（テレビ朝日、2012年4月 - 6月） - 細江真由役
- GTO（関西テレビ、2012年7月 - 9月） - 澤田法子役

### ファッションイベント
ランウェイは便宜上、SPRING/SUMMER→S/S、AUTUMN/WINTER→A/Wとする。 

- 東京ガールズコレクション
  - TOKYO GIRLS COLLECTION by girlswalker.com '10 A/W（2010年9月4日開催、さいたまスーパーアリーナ）[9]
  - TOKYO GIRLS COLLECTION by girlswalker.com '11 A/W（2011年9月3日開催、さいたまスーパーアリーナ）[10]
  - TOKYO GIRLS COLLECTION by girlswalker.com '12 S/S（2012年3月3日開催、横浜アリーナ）[11]
- Girls Award
  - Girls Award 2010 （2010年5月22日、国立代々木競技場第一体育館）[12]。
  - Girls Award 2011 AUTUMN/WINTER by CROOZ（2011年11月22日、国立代々木競技場第一体育館）[13]
  - Girls Award JAPAN 2012 SPRING/SUMMER（2012年5月26日、国立代々木競技場第一体育館）[14]

### CM
- JINRO「ももッコリ」編（2013年7月）

### カタログ
- 京都きもの友禅（2007年）
- 日立「ヘアードライアー」イメージキャラクター（2013年）

## 書籍

### 雑誌
- 『ラブベリー』（徳間書店、2002〜2005年）専属モデル。
- 『週刊プレイボーイ』（集英社、2010年 No.22、pp.24-27）水着グラビア。
- 『週刊ヤングジャンプ』（集英社、2010年 No.49、pp.439-443）水着グラビア。
- 『週刊プレイボーイ』（集英社、2010年 No.47、pp.95-111）水着グラビア。
- 『週刊プレイボーイ』（集英社、2011年 No.7、表紙、pp.5-12）水着グラビア。
- 『週刊ヤングジャンプ』（集英社、2011年 No.11、表紙、pp.3-8）水着グラビア。
- 『Ray』（主婦の友社、2010年〜）専属モデル。
- 『週刊ヤングジャンプ』（集英社、2011年 No.26、pp.431-435）水着グラビア。